# مقاطعات التشاد

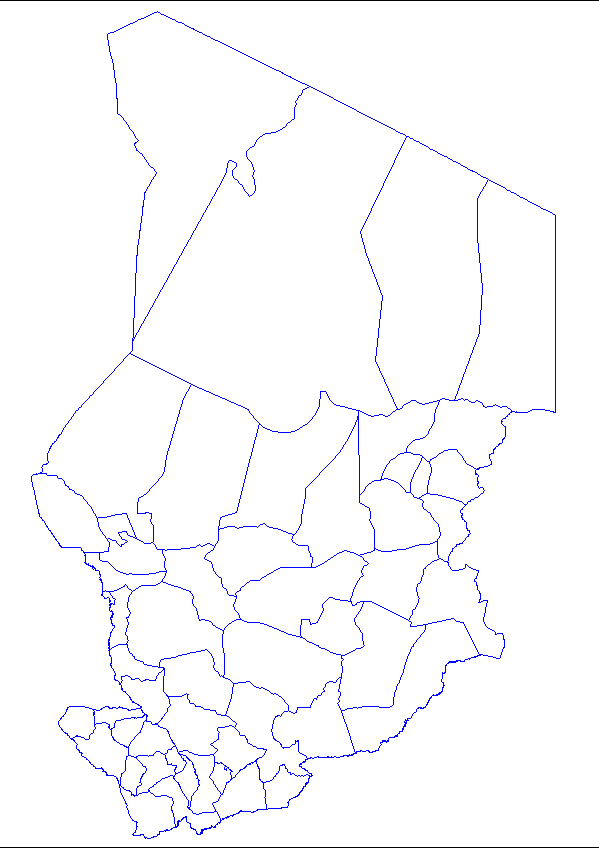
خريطة مقاطعات تشاد

تشاد يضم107 مقاطعة (2018).

## قائمة المقاطعات حسب الأقاليم

### بحر الغزال[1]
- بحر الغزال الشمالي
- بحر الغزال الجنوبي
- بحر الغزال الغربي

### البطحة[1]
- البطحة الشرقية
- البطحة الغربية
- فيتري
- وادي ريمي

### بوركو[1]
- بوركو
- بوركو يالا

### شاري باقرمي[1]
- باقرمي
- شاري
- لوق شاري

### إنيدي الشرقية[1]
- أمجراس
- وادي حاوار

### إنيدي الغربية[1]
- فادا
- مورتشا

### قيرا[1]
- برح سيقناكا
- قيرا
- أب الطيور
- مانقالمي

### حجر لميس[1]
- دبابا
- داقانا
- حراز البيار

### كانم[1]
- شمال كانم
- كانم
- وادي بيسام

### البحيرة[1]
- فولي
- كايا
- ممدي
- واي

### لوقون الغربي[1]
- دوجي
- بحيرة وي
- نغوركوسو
- غيني

### لوقون الشرقي[1]
- نيا بيندي
- بيندي
- جبال لام
- نيا
- كوه الشرقية
- كوه الغربية

### مندول[1]
- برح سارة
- مندول الغربي
- مندول شرقي

### مايو كيبي الشرقي[1]
- مايو بوني
- كابيا
- جبل إلي
- مايو ليمي

### مايو كيبي الغربي[1]
- بحيرة ليري
- مايو دلة
- مايو بيندر

### شاري الأوسط[1]
- برح كوه
- سيدو الكبير
- بحيرة ايرو

### وادي[1]
- عبدي
- أسونغها
- وارة

### سلامات[1]
- أبو دية
- برح عزوم
- حراز مانقين

### سيلا[1]
- كيميتي
- جرف الأحمر

### تانجيلي[1]
- تانجيلي الشرقية
- تانجيلي الغربية
- تانجيلي الوسط

### تيبستي[1]
- تيبستي الشرقية
- تيبستي الغربية

### وادي فيرا[1]
- بيلتن
- دار تاما
- إريبا
- ميغري